# John Ashton (musicien)
Pour les articles homonymes, voir Ashton.
Ne doit pas être confondu avec John Ashton.
John Geza Ashton, né le 30 novembre 1957 à Forest Gate, est un musicien, auteur-compositeur et producteur de disques britannique, dont la carrière s'étend sur plus de 40 ans. Il est surtout connu comme le guitariste du groupe Psychedelic Furs.

## Biographie
John Geza Ashton est né le 30 novembre 1957 à Londres. Il passe sa jeunesse à North Kilworth dans le sud du Leicestershire. Il se fait connaître au début des années 1980 en tant que guitariste des Psychedelic Furs. Ce groupe post-punk, formé en 1977 par Richard et Tim Butler, Duncan Kilburn et Roger Morris, connait un succès retentissant au Royaume-Uni et en Europe. John Ashton rejoint le groupe à la guitare et Vince Ely à la batterie. Leur deuxième album, Talk Talk Talk (1981), les propulse dans les charts américains. Avant la sortie de Forever Now fin 1982, Morris et Kilburn quittent le groupe, et Ashton et les frères Butler sortent Mirror Moves (1984) et d'autres albums ultérieurs. Les Psychedelic Furs font une pause après leur tournée de 1992, puis se reforment en 2001. Depuis, Ashton rejoint le groupe à l'occasion des tournées. 
Après la pause des Psychedelic Furs, Ashton devient producteur de disques et travaille sur un certain nombre de projets, notamment pour Marianne Faithfull, The Sisters of Mercy, Red Betty et Seven Color Sky. Il mixe et coproduit l'album studio From Train to Station de Secret Post, sorti en 2015, et supervise les enregistrements de Los Angeles' Silence.
Ashton poursuit aussi une carrière solo et sort son premier album studio, Satellite Paradiso, en 2014.

### Vie privée
Ashton déménage aux États-Unis vers 1989. Il y épouse Catherine Dewson, originaire de Virginia Beach. Le couple a deux enfants, et réside à Woodstock (New York). 
À l'été 2021, Ashton reçoit un diagnostic de cancer de la prostate ; une page GoFundMe a été créée par une amie et collègue musicienne, Gail Ann Dorsey, pour aider la famille à payer les frais. 